# Nhiễm giun kim
Nhiễm giun kim (Tiếng Anh: Pinworm infection/enterobiasis) là một bệnh ký sinh trùng ở người do giun kim gây ra. Triệu chứng phổ biến nhất là ngứa ở vùng hậu môn. Điều này có thể gây khó ngủ. Khoảng thời gian từ khi nuốt trứng đến khi xuất hiện trứng mới quanh hậu môn là 4 đến 8 tuần. Một số người bị nhiễm bệnh không có triệu chứng nào.
Bệnh lây lan giữa người với với nhau qua trứng giun kim. Trứng ban đầu tích tụ xung quanh hậu môn và có thể tồn tại đến ba tuần ngoài môi trường. Trứng có thể được nuốt vào cơ thể từ tay, thực phẩm hoặc các vật phẩm khác bị nhiễm. Những nhóm người có nguy cơ mắc bệnh là những người đang ở độ tuổi đi học, sống trong một cơ sở chăm sóc sức khỏe hoặc nhà tù, hoặc phải chăm sóc những người bị nhiễm bệnh. Những động vật khác không truyền bệnh này. Chẩn đoán bằng cách nhìn thấy những con giun dài khoảng một centimet hoặc trứng dưới kính hiển vi.
Việc điều trị thông thường với hai liều thuốc mebendazole, pyrantel pamoate hoặc albendazole cách nhau hai tuần. Những người sống cùng hoặc chăm sóc người nhiễm bệnh cũng nên được điều trị cùng lúc. Nên rửa vật dụng cá nhân bằng nước nóng sau mỗi liều thuốc. Rửa tay kỹ càng, tắm hàng ngày vào buổi sáng và thay đồ lót hàng ngày có thể giúp ngăn ngừa tái nhiễm.
Nhiễm giun kim thường xảy ra ở tất cả các nơi trên thế giới. Chúng là loại bệnh nhiễm giun phổ biến nhất trong những nước phát triển. Trẻ em ở độ tuổi đi học là những người nhiễm bệnh phổ biến nhất. Ở Hoa Kỳ, có khoảng 20% dân số nhiễm giun kim tại một thời điểm. Tỷ lệ nhiễm trong các nhóm nguy cơ cao có thể lên tới 50%. Nó không được coi là một căn bệnh nghiêm trọng. Giun kim được cho là đã lây bệnh cho con người trong suốt lịch sử.

## Dấu hiệu và triệu chứng

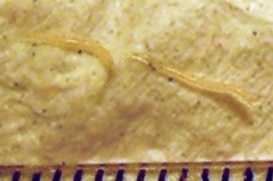
Hai con giun kim bên cạnh một cây thước kẻ. Các vạch dấu hiệu cách nhau một milimet.

Một phần ba số người bị nhiễm giun kim hoàn toàn không có triệu chứng nào. Các triệu chứng chính là ngứa hậu môn và ngứa quanh hậu môn, tức là ngứa trong và xung quanh hậu môn và xung quanh đáy chậu. Ngứa xảy ra chủ yếu vào ban đêm, do giun kim cái di chuyển xuống để đẻ trứng xung quanh hậu môn. Cả sự di chuyển của giun cái và trứng giun đều gây khó chịu, nhưng các cơ chế gây ra ngứa dữ dội vẫn chưa được giải thích. Cường độ ngứa khác nhau, và nó có thể được mô tả như là nhột, cảm giác bò, hoặc thậm chí đau cấp tính. Ngứa dẫn đến gãi liên tục khu vực xung quanh hậu môn, có thể dẫn đến rách da và các biến chứng như nhiễm trùng thứ cấp, bao gồm viêm da do vi khuẩn và viêm nang lông. Triệu chứng chung là mất ngủ và bồn chồn. Một tỷ lệ đáng kể trẻ em bị mất cảm giác ngon miệng, giảm cân, cáu gắt, không ổn định về cảm xúc và đái dầm.
Giun kim không thể làm rách da, và bình thường thì chúng cũng không thể di chuyển xuyên qua các mô được. Tuy nhiên, chúng có thể bò lên âm hộ vào âm đạo, từ đó di chuyển đến lỗ bên ngoài của tử cung, và sau đó đến khoang tử cung, ống dẫn trứng, buồng trứng, và ổ phúc mạc. Nó có thể gây viêm âm hộ và âm đạo, dẫn đến khí hư và ngứa âm hộ. Giun kim cũng có thể xâm nhập vào niệu đạo, và có thể mang theo các vi khuẩn đường ruột. Theo Gutierrez (2000), mối liên hệ có ý nghĩa thống kê giữa nhiễm giun kim và nhiễm trùng đường tiết niệu đã được chứng minh; tuy nhiên, Burkhart & Burkhart (2005) vẫn bảo lưu ý kiến cho rằng không có bằng chứng rõ ràng chứng minh nhiễm giun kim gây nhiễm trùng đường tiết niệu. Một báo cáo cho thấy có 36% phụ nữ trẻ bị nhiễm trùng đường tiết niệu thì cũng bị nhiễm giun kim. Tiểu gắt cũng có liên quan với nhiễm giun kim.
Mối quan hệ giữa nhiễm giun kim với viêm ruột thừa đã từng được nghiên cứu, nhưng chưa có sự đồng thuận rõ ràng về vấn đề này: trong khi Gutierres (2005) cho rằng tồn tại một sự nhứt trí về việc giun kim không gây ra phản ứng viêm, còn Cook (1994) cho rằng vấn đề này còn đang bàn cãi, và Burkhart & Burkhart (2004) lại tuyên bố rằng nhiễm giun kim là nguyên nhân gây ra các triệu chứng bề mặt của viêm ruột thừa.

## Nguyên nhân

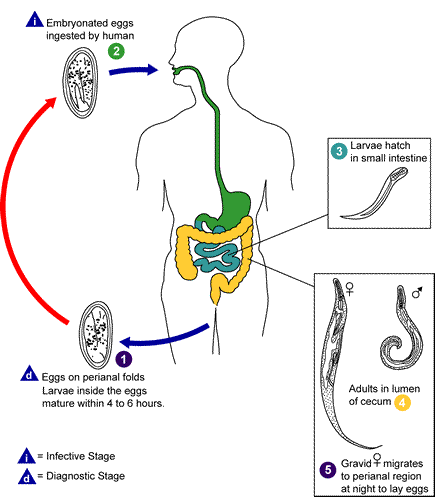
Vòng đời giun kim.

Nguyên nhân của nhiễm giun kim là loài giun Enterobius vermicularis.  Vòng đời — từ trứng cho đến trưởng thành— diễn ra trong đường tiêu hóa của một vật chủ người. Quá trình này kéo dài từ hai đến tám tuần.

### Lây truyền
Nhiễm giun kim truyền từ người sang người, do nuốt phải trứng giun. Trứng rất cứng và có thể tồn tại ở môi trường ẩm đến ba tuần, mặc dù trong môi trường khô nóng thì chỉ 1–2 ngày. Chúng không chịu được nhiệt độ cao, nhưng có thể sống sót trong nhiệt độ thấp: ở −8 độ Celsius (18 °F), hai phần ba số trứng vẫn tồn tại sau 18 giờ.
Sau khi trứng được đẻ ở gần hậu môn, chúng dễ dàng được truyền đến những bề mặt khác. Bề mặt của trứng có tính kết dính, nên chúng dễ dàng truyền từ khu vực gần hậu môn đến móng tay, bàn tay, đồ ngủ và khăn trải giường. Từ đây, trứng tiếp tục truyền qua thức ăn, nước, nội thất, đồ chơi, các nút ấn trong phòng tắm và những vật khác. Thú nuôi trong nhà thường mang theo trứng trên lông của chúng, nhưng không bị nhiễm bệnh. Bụi chứa trứng có thể bay trong không khí và phát tán rộng khắp khi bị giũ bỏ khỏi các bề mặt, chẳng hạn như khi giũ khăn giường và quần áo vải. Do đó, trứng có thể xâm nhập vào miệng và mũi khi thở, và sau đó nuốt xuống. Mặc dù giun kim không thể nhân bản bên trong cơ thể vật chủ, một số ấu trùng giun kim có thể nở trên niêm mạc hậu môn, và di chuyển lên trên ruột và trở lại vào ống tiêu hóa của vật chủ gốc. Quá trình này gọi là lây nhiễm ngược (retroinfection). Theo Burkhart (2005), khi sự lây nhiễm ngược này xảy ra, nó dẫn đến tải lượng ký sinh trùng tiếp tục tăng lên. Nhận định này trái với một tuyên bố của Caldwell khi ông cho rằng lây nhiễm ngược hiếm gặp và không có ý nghĩa lâm sàng. Mặc dù giun kim có thể sống được chỉ 13 tuần, sự tự nhiễm (sự nhiễm từ vật chủ lây lại cho chính mình), qua đường hậu môn tới miệng hoặc từ sự lây nhiễm ngược, dẫn tới việc giun kim kí sinh trong một vật chủ một cách vô thời hạn.

### Vòng đời
Vòng đời bắt đầu khi trứng vào được đường tiêu hóa. Trứng nở ở trong tá tràng (phần đầu của ruột non). Ấu trùng giun kim mới nở sẽ phát triển nhanh chóng đến kích thước từ 140 đến 150 micromet, và di chuyển qua ruột non để xuống đại tràng. Suốt hành trình di chuyển này, chúng sẽ lột xác hai lần để trở thành giun trưởng thành. Con cái tồn tại từ 5 đến 13 tuần, và con đực khoảng 7 tuần. Giun kim đực và cái giao phối ở hồi tràng (phần cuối cùng của ruột non), sau đó các giun đực thường sẽ chết, và được thải ra ngoài qua phân. Những giun kim cái đã được thụ tinh sẽ kí sinh ở hồi tràng, manh tràng (phần bắt đầu của ruột già), ruột thừa và đại tràng lên, ở những nơi này chúng sẽ bám vào niêm mạc và tiêu hóa những chất trong đại tràng. Toàn bộ cơ thể của những con cái này hầu hết đều chứa đầy trứng. Số trứng ước lượng trong một con giun kim cái đã thụ tinh nằm trong khoảng 11,000 đến 16,000. Quá trình đẻ trứng bắt đầu vào khoảng năm tuần sau khi trứng được đưa vào hệ tiêu hóa của vật chủ. Giun kim cái di chuyển qua đại tràng hướng xuống trực tràng với tốc độ 12 đến 14 centimet một giờ. Chúng chui khỏi hậu môn, và trong khi di chuyển ở vùng da gần hậu môn, những con cái thải trứng ra ngoài thông qua những cách (1) co rút và tống trứng ra, (2) chết và sau đó phân rã, hoặc (3) cơ thể giun bị vỡ do vật chủ gãi. Sau khi trứng được đưa ra ngoài, con cái trở nên đục màu và chết. Lý do mà con cái phải chui ra khỏi hậu môn là để nhận lượng oxy cần thiết để làm chín trứng.

## Chẩn đoán

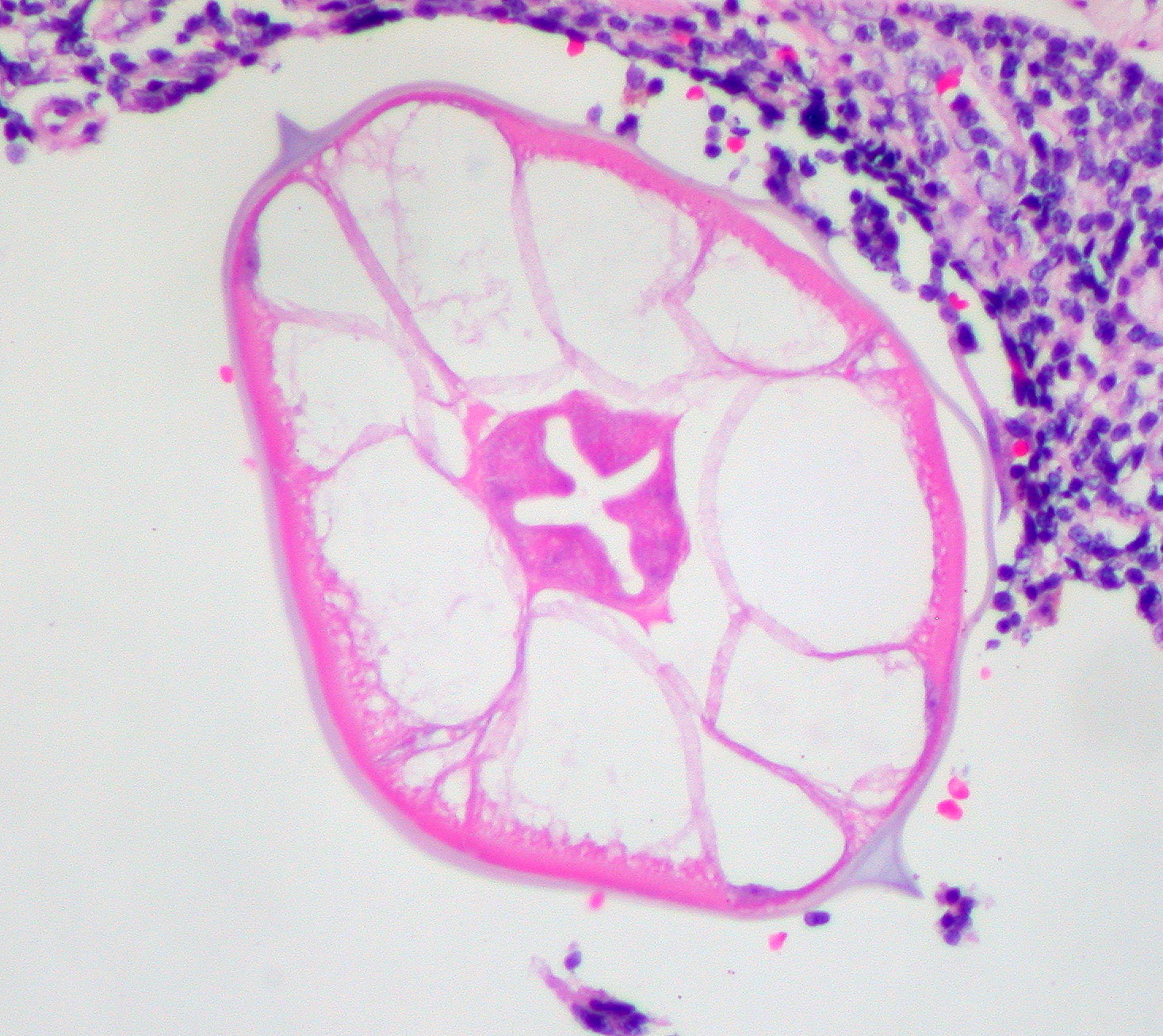
Ảnh hiển vi phóng đại lớn của một con giun kim trong tiết diện của ruột thừa. Nhuộm H&E.

Chẩn đoán dựa trên sự phát hiện ra trứng hoặc giun kim trưởng thành. Không thể thấy trứng bằng mắt thường, nhưng chúng có thể được thấy dưới một kính hiển vi có độ phóng đại thấp.  Mặt khác, giun kim trưởng thành giống như sợi chỉ màu vàng nhạt có thể phát hiện rõ ràng, thường là vào ban đêm khi chúng di chuyển gần hậu môn hoặc trên giấy vệ sinh. Băng keo trong có thể được dán ở vùng hậu môn để lấy trứng, và chẩn đoán có thể được thực hiện bằng cách kiểm tra đoạn băng dính dưới kính hiển vi. Kiểm tra này cho kết quả chính xác nhất nếu nó được thực hiện vào mỗi buối sáng trong vài ngày, bởi vì con cái không đẻ trứng hằng ngày, và số lượng trứng cũng khác nhau.
Giun kim không đẻ trứng vào phân, nhưng đôi khi lại đẻ trong ruột.  Do đó, kiểm tra phân hằng ngày chỉ cho kết quả dương tính với chỉ 5 đến 15% số đối tượng nhiễm bệnh, và do đó nó ít được dùng trong thực tế để chẩn đoán. Trong trường hợp nhiễm giun nặng, giun cái có thể bám vào phân để ra ngoài, do đó chúng có thể được thấy trên mặt của phân. Các giun trưởng thành đôi khi được nhìn thấy khi nội soi đại tràng.

## Phòng ngừa
Không thể ngăn ngừa hoàn toàn việc nhiễm giun kim ở hầu hết các trường hợp, vì sự phổ biến của ký sinh trùng và việc lây truyền dễ dàng từ đồ ngủ bị bẩn, trứng trong không khí, đồ chơi, nội thất và các vật dụng khác đã bị nhiễm trứng. Nhiễm giun có thể xảy ra ngay cả ở những tầng lớp thượng lưu với tình trạng vệ sinh và dinh dưỡng thường là ở mức cao. Do đó, sự kỳ thị liên quan đến nhiễm giun kim được coi là nghiêm trọng hóa quá mức. Những bậc phụ huynh quá lo lắng khi phát hiện con họ bị nhiễm giun kim đôi khi cần có được sự tư vấn, vì có thể là do họ không biết về mức độ phổ biến của bệnh.
Hành động phòng ngừa xoay quanh việc vệ sinh cá nhân và sự sạch sẽ ở nơi sinh sống. Tốc độ tái nhiễm có thể giảm bằng các biện pháp vệ sinh, và điều này được khuyến nghị đặc biệt với những trường hợp liên tục tái nhiễm.
Các biện pháp chính là cắt móng tay, rửa và chà bàn tay và ngón tay kĩ càng, đặc biệt là sau khi đại tiện và trước bữa ăn. Trong điều kiện lý tưởng, nên thay khăn trải giường, quần áo ngủ và khăn tay hàng ngày. Quần áo và đồ vải có thể được khử trùng chỉ đơn giản bằng việc giặt giũ. Trẻ em nên mang bao tay khi ngủ, và sàn của phòng ngủ nên được giữ sạch sẽ. Nên bao bọc thực phẩm để hạn chế sự lây nhiễm trứng giun từ bụi. Các chất tẩy rửa gia dụng ít có khả năng diệt trứng, và lau chùi phòng tắm bằng vải ướt với chất diệt khuẩn hoặc thuốc tẩy chỉ làm lây trứng mà thôi. Tương tự, giũ quần áo và khăn trải giường sẽ làm văng và phát tán trứng.

## Điều trị
Dược phẩm là phương pháp điều trị chính đối với nhiễm giun kim. Chúng hiệu quả đến mức mà nhiều nhà khoa học y khoa cho rằng các biện pháp vệ sinh là không thực tế. Tuy nhiên, sự tái nhiễm thường xảy ra bất kể đã đượcsử dụng thuốc. Loại bỏ hoàn toàn ký sinh trùng khỏi một cư gia có thể cần đến những liều thuốc lặp đi lặp lại trong đến cả năm hoặc lâu hơn. Bởi vì các loại thuốc tiêu diệt giun kim trưởng thành, nhưng không diệt trứng, lần điều trị tiếp theo được khuyến nghị là trong hai tuần. Ngoài ra, nếu một thành viên trong gia đình lan truyền trứng giun sang người khác, và sau hai hoặc ba tuần những trứng này sẽ trở thành giun trưởng thành, do đó có thể kiểm soát để điều trị. Nhiễm giun không triệu chứng, thường ở trẻ nhỏ, có thể là những nguồn lây nhiễm, và do đó toàn bộ các thành viên trong nhà nên được điều trị dù có triệu chứng hay không.
Những hợp chất benzimidazole albendazole (tên thương mại e.g., Albenza, Eskazole, Zentel và Andazol) và mebendazole (tên thương mại e.g., Ovex, Vermox, Antiox và Pripsen) là hiệu quả nhất. Chúng hoạt động bằng cách ức chế hoạt động vi ống của giun kim trưởng thành, làm giảm glycogen, do đó kí sinh trùng bị chết vì đói. Một liều duy nhất 100 milligram mebendazole  với liều lặp lại sau một tuần, được cho là an toàn nhất, và thường có hiệu quả với tỉ lệ chữa khỏi 96%. Mebendazole không gây ra tác dụng phụ nghiêm trọng, mặc dù đau bụng và tiêu chảy từng được báo cáo. Pyrantel pamoate (cũng gọi là pyrantel embonate, tên thương mại e.g., Reese's Pinworm Medicine, Pin-X, Combantrin, Anthel, Helmintox, và Helmex) diệt được giun trưởng thành bằng cách phong tỏa thần kinh cơ, và có hiệu quả tương tư như những hợp chất benzimidazole và được sử dụng như là liệu pháp thứ hai. Các dược phẩm khác là piperazine, gây liệt mềm ở giun trưởng thành, và pyrvinium pamoate (còn gọi là pyrvinium embonate), hoạt động bằng cách ức chế sự hấp thụ oxi ở giun trưởng thành. Giun kim nằm trong hệ sinh dục (trong trường hợp này là cơ quan sinh dục nữ) có thể điều trị bằng thuốc khác.

## Dịch tễ
Nhiễm giun kim xuất hiện khắp thế giới, và là bệnh giun sán phổ biến nhất ở Hoa Kỳ và Tây Âu.  Ở Hoa Kỳ, một nghiên cứu thực hiện bởi Trung tâm kiểm soát và phòng ngừa dịch bệnh đã báo cáo tỷ suất mắc bệnh là 11.4% chung cho mọi lứa tuổi. Giun kim đặc biệt phổ biến ở trẻ em, với tỷ lệ lưu hành bệnh trong nhóm tuổi này được báo cáo lên đến 61% ở Ấn Độ, 50% ở Anh, 39% ở Thái Lan, 37% ở Thụy Điển, và 29% ở Đan Mạch. Mút ngón tay đã được chứng minh là làm tăng cả tỉ lệ mắc bệnh và tái phát, và cắn móng tay cũng có liên quan tương tự. Bởi vì bệnh lây từ người sang người, do đó nó phổ biến ở những người sống gần gũi với nhau, và có xu hướng xảy ra ở tất cả thành viên trong một gia đình. Tỷ lệ nhiễm giun kim không liên quan đến giới tính, cũng như bất kỳ tầng lớp xã hội, chủng tộc hoặc văn hóa cụ thể nào. Giun kim là một ngoại lệ đối với tư tưởng cho rằng ký sinh trùng đường ruột không phổ biến trong cộng đồng giàu có.

## Lịch sử
Trường hợp sớm nhất từng được biết đến là trứng giun kim được tìm thấy trong coprolite (phân hóa thạch), có tuổi carbon lên tới 7837 trước Công nguyên ở miền tây Utah. Nhiễm giun kim không được phân loại là một bệnh nhiệt đới bị lãng quên không giống như nhiều bệnh nhiễm giun kí sinh khác.
Tỏi từng được dùng để chữa bệnh trong các nền văn hóa cổ đại của Trung Hoa, Ấn Độ, Ai Cập và Hy Lạp. Hippocrates (459–370 TCN) đã đề cập đến tỏi như là một phương thuốc trị kí sinh trùng đường ruột. Nhà thực vật học người Đức Lonicerus (1564) đã khuyên dùng tỏi để chống lại giun kí sinh.